# Mugeri
Mugeri è un centro abitato del territorio di Kabare, nella provincia del Kivu Sud, nella Repubblica Democratica del Congo.